# Lasiobelonium lonicerae
Lasiobelonium lonicerae är en svampart som först beskrevs av Alb. & Schwein., och fick sitt nu gällande namn av Raitv. 1980. Lasiobelonium lonicerae ingår i släktet Lasiobelonium och familjen Hyaloscyphaceae.  Arten är reproducerande i Sverige. Inga underarter finns listade i Catalogue of Life.